# Brüsszel városfalai

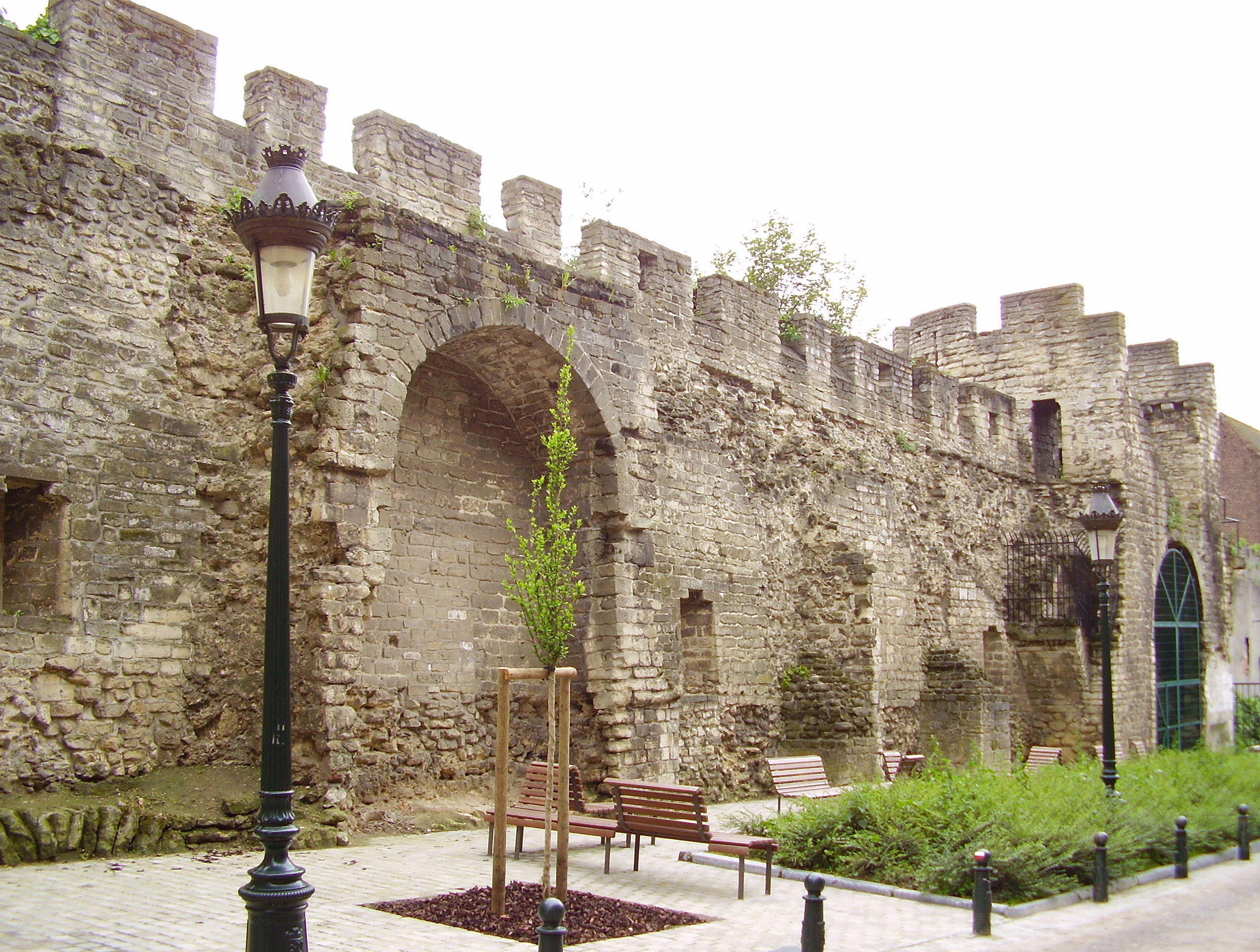
Rue de Villiers: Városfalmaradvány az első városfalból

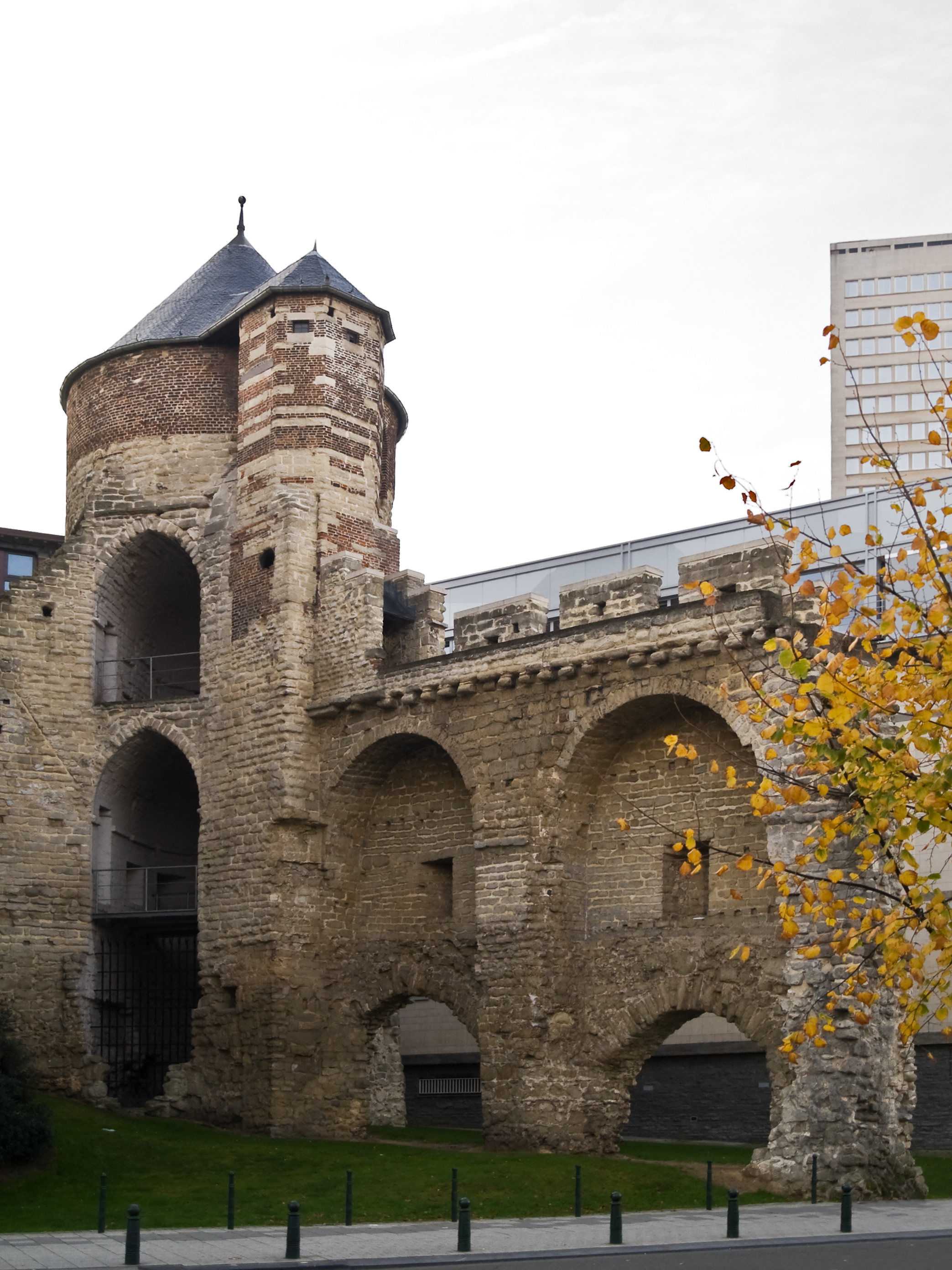
Boulevard de l’Empereur: tour Anneessens, vagy tour d’angle

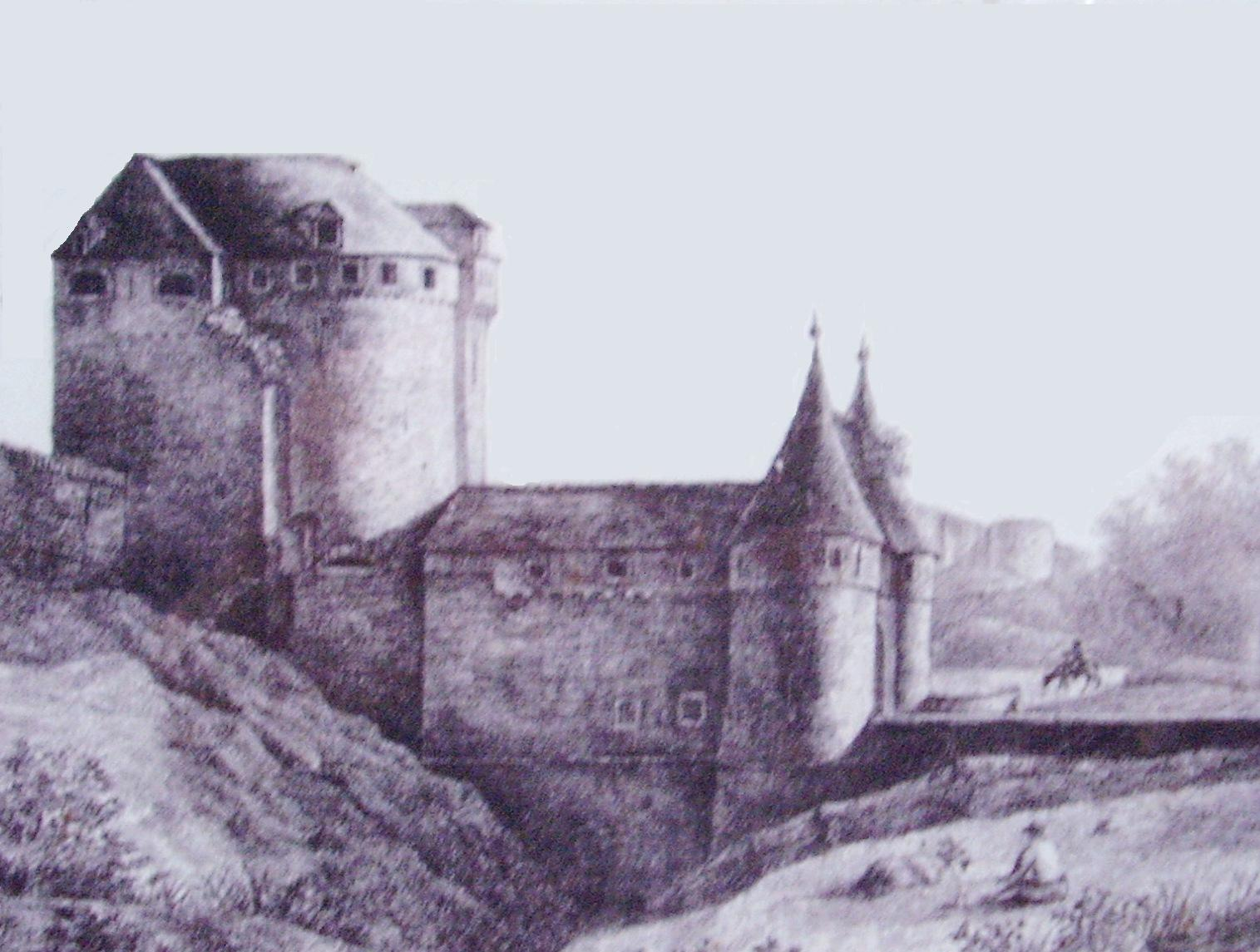
Porte de Louvain (hollandul: Leuvense Poort) 1612-ben

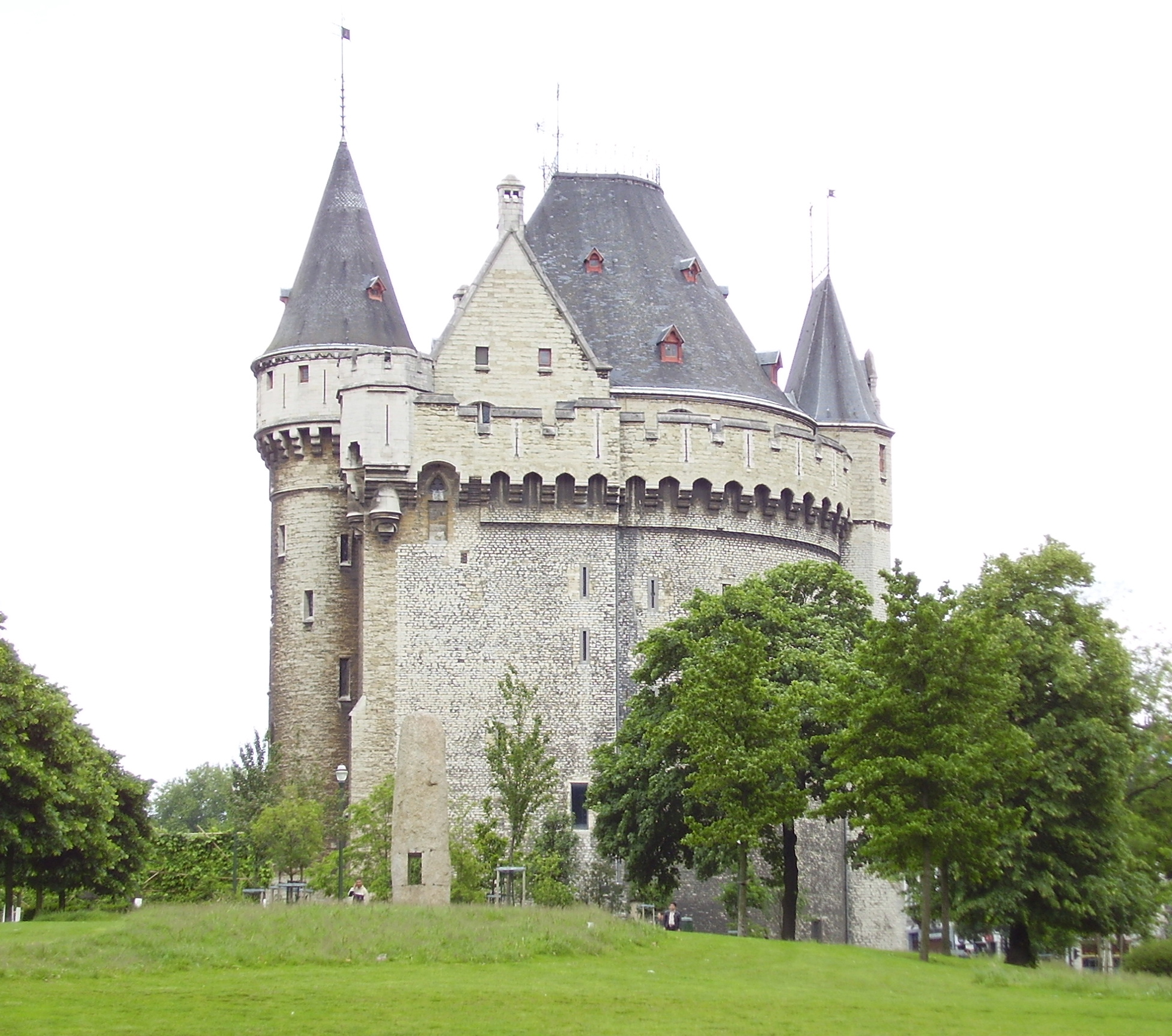
A Porte de Hal (hollandul: Hallepoort) 2006-ban

Brüsszel városfalait a 12–13. században építették, amelyek körülvették és megvédték a várost. Ma már csak romok és maradványok léteznek belőlük. Két fal létezik, a külső és a belső.

## Az első városfal
A kőből épült, régi belső városfalat hozzávetőleg a 13. század elején kezdték el építeni I. Henrik gróf uralkodása idején, az építés évtizedeken keresztül tartott. A terveknek és más régi dokumentumoknak köszönhetően a falak nyomvonala teljes egészében ismert. A négy kilométer hosszú körfal bekerítette az egész akkori várost. Továbbá a Szent Gorik (franciául Saint Géry) szigetet, a Senne parti kikötőt, a Treurenberg dombokat, a régi Szent Mihály és Szent Gudula-székesegyházat, és a Coudenbergen lévő hercegi kastélyt is.
Az első városfal maradványai a 21. század elején:

Egy hosszabb szakasz városfal maradt meg a Rue de Villers (hollandul: Villers Straat) és a Rue des Alexiens (hollandul: Cellebroersstraat) között. A pártázattal együtt a városfal belső fele jól látható, mert a hozzá háttal támaszkodó kis házakat lebontották.
A Boulevard de I’Empereur-ön láthatóak a Tour d’Angle-nek nevezett saroktorony maradványai. A Steenport nevű kapuhoz legközelebb eső torony volt egykor. A Nord-Midi csomópont kialakításakor vált a falrészlet teljes egészében láthatóvá.

## A második városfal
Brüsszel második, külső városfalát 1356 és 1383 között építették. A régi városfal építését követően ugyanis Brüsszel jelentős mértékben fejlődött. A nagy demográfiai növekedés miatt a régi falak szűknek bizonyultak, ezért a város túlterjeszkedett azokon, új védelmet jelentő falakra volt szükség.
A két városfalat együtt használták egészen a 16. századig, amikor a régebbit lebontották. 1672 és 1675 között Merx és Blom katonai mérnökök vezetésével a Porte de Hal-tól (hollandul: Hallepoort) délre további erődöket építettek a Haut-Bruxelles (hollandul: Obbrussel) magaslatokra a város védelmének erősítése érdekében. A Monterey erődnek nevezett új védelmi vonal mégis hatástalannak bizonyult 1695-ben, amikor Villeroy marsall vezetésével a francia csapatok Brüsszelt ágyúzták a Scheut magaslatokról. A városfalak 50 évvel később sem nyújtottak megfelelő védelmet, így a francia csapatok 1746-ban elfoglalták a várost. A franciák távozása után a város falainak csak romjai maradtak.
A nyugalmasabb időszak beköszöntével 1818-ban a városi hatóság pályázatot írt ki a városfalak romjainak elegyengetésére, és a helyükön új, Brüsszel igényeihez és az akkori kor követelményeihez illeszkedő kiskörút (Petite ceinture) kialakítására. Néhány évtizeddel később a bécsi Ring is hasonló koncepció alapján készült el. Végül Jean-Baptiste Vifquain mérnök elképzelése lett jóváhagyva. Így a városfalak helyén kettő, illetve négy fasorral övezett sétány létesült, melyet két oldalról egy-egy körút szegélyez.
A második városfalnak egyetlen részlete maradt meg napjainkig, a Porte de Hal (hollandul: Hallepoort). Az egykori legdélebbi városkapu a 14. században épült külső városfal egyedülálló maradványa, melyet a 19. században Beyaert tervei alapján neogótikus stílusúvá építettek át. Jelenleg múzeum működik falai között.